# سامانه امنیت بین‌المللی دریایی
سامانه امنیت بین‌المللی دریایی (IMSC) کنسرسیومی از کشورهاست که هدف رسمی آن، حفظ نظم و امنیت در خلیج فارس، تنگه هرمز، دریای عمان، خلیج عدن، باب‌المندب و جنوب دریای سرخ، به ویژه امنیت دریایی مسیرهای عرضه جهانی نفت است که در ۱۶ سپتامبر ۲۰۱۹، در بحرین، توسط بریتانیا، استرالیا، آلبانی، عربستان سعودی، بحرین، لیتوانی، امارات متحده عربی و ایالات متحده آمریکا تشکیل شد و بازوی عملیاتی آن، نیروی ویژه ائتلاف سنتینل (CTF SENTINEL) است.
این سامانه امنیتی، توسط آمریکا، در سال ۲۰۱۹ و پس از ادعای حمله به نفتکش‌ها توسط ایران، شکل گرفت. هدف این ائتلاف نیز رسیدگی به نفتکش‌های توقیف شده توسط ایران، در آب‌های منطقه و وظیفه اصلی آن، نظارت بر آب‌های بین‌المللی منطقه برای اطمینان از آزادی کشتیرانی کشتی‌های تجاری است که تجارت خود را در این منطقه انجام می‌دهند.